# Victor Nogueira
Victor Manuel Nogueira (Lourenço Marques, 17 luglio 1959) è un ex calciatore ed ex giocatore di calcio a 5 portoghese naturalizzato statunitense.

## Biografia
Nativo dell'Africa Orientale Portoghese, Nogueira trascorse l'infanzia e la giovinezza in Sudafrica, dove iniziò a giocare a calcio. Dopo un'esperienza negativa nella First Division inglese, nel 1979 si trasferì negli Stati Uniti di cui in seguito ottenne la cittadinanza.

## Carriera
Con la nazionale di calcio a 5 degli Stati Uniti ha disputato il FIFA Futsal World Championship 1992 in cui gli statunitensi hanno colto il loro miglior risultato di sempre ricevendo la medaglia d'argento dopo la finale persa per 4-1 contro il Brasile. Nogueira è stato convocato anche al successivo mondiale in Spagna, dove i vicecampioni in carica sono stati eliminati al primo turno.